# Sawert Rocks
Die Sawert Rocks sind eine Gruppe kleiner Felseninseln vor der Mawson-Küste des ostantarktischen Mac-Robertson-Lands. Sie liegen 2,5 km ostnordöstlich von Azimuth Island im nordöstlichen Teil der Holme Bay.
Luftaufnahmen der Australian National Antarctic Research Expeditions aus dem Jahr 1958 dienten ihrer Kartierung. Das Antarctic Names Committee of Australia benannte sie nach Alan W. Sawert, Funker auf der Mawson-Station im Jahr 1959.